# Тхапалансай

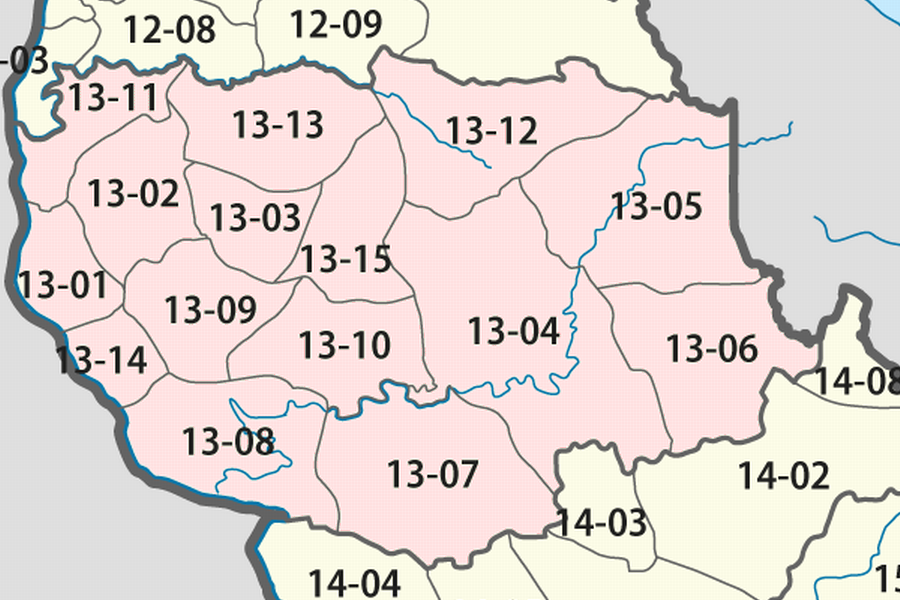
Число 13-15

Тхапалансай — один з районів (лаос. ເມືອງ муанг) провінції Саваннакхет, Лаос.